# Barnsbury
Barnsbury est un district du borough londonien d'Islington, situé dans le nord de Londres.

## Stations de métro proches
- Angel (Northern Line)
- Caledonian Road (Picadillly Line)
- Highbury & Islington (Victoria line et East London line)